# وسط دورسيت وبول الشمالية (دائرة انتخابية في المملكة المتحدة)
وسط دورسيت وبول الشمالية (بالإنجليزية: Mid Dorset and North Poole)‏ هي إحدى الدوائر الانتخابية في المملكة المتحدة الممثلة في مجلس العموم في برلمان المملكة المتحدة.
عضو البرلمان الذي يمثلها حالياً هو :Annette Brooke (LD).